# Chisocheton dysoxylifolius
Chisocheton dysoxylifolius là một loài thực vật có hoa trong họ Meliaceae. Loài này được (Kurz) Kurz mô tả khoa học đầu tiên năm 1871.